# Hôpital Saint-Louis de Tunis

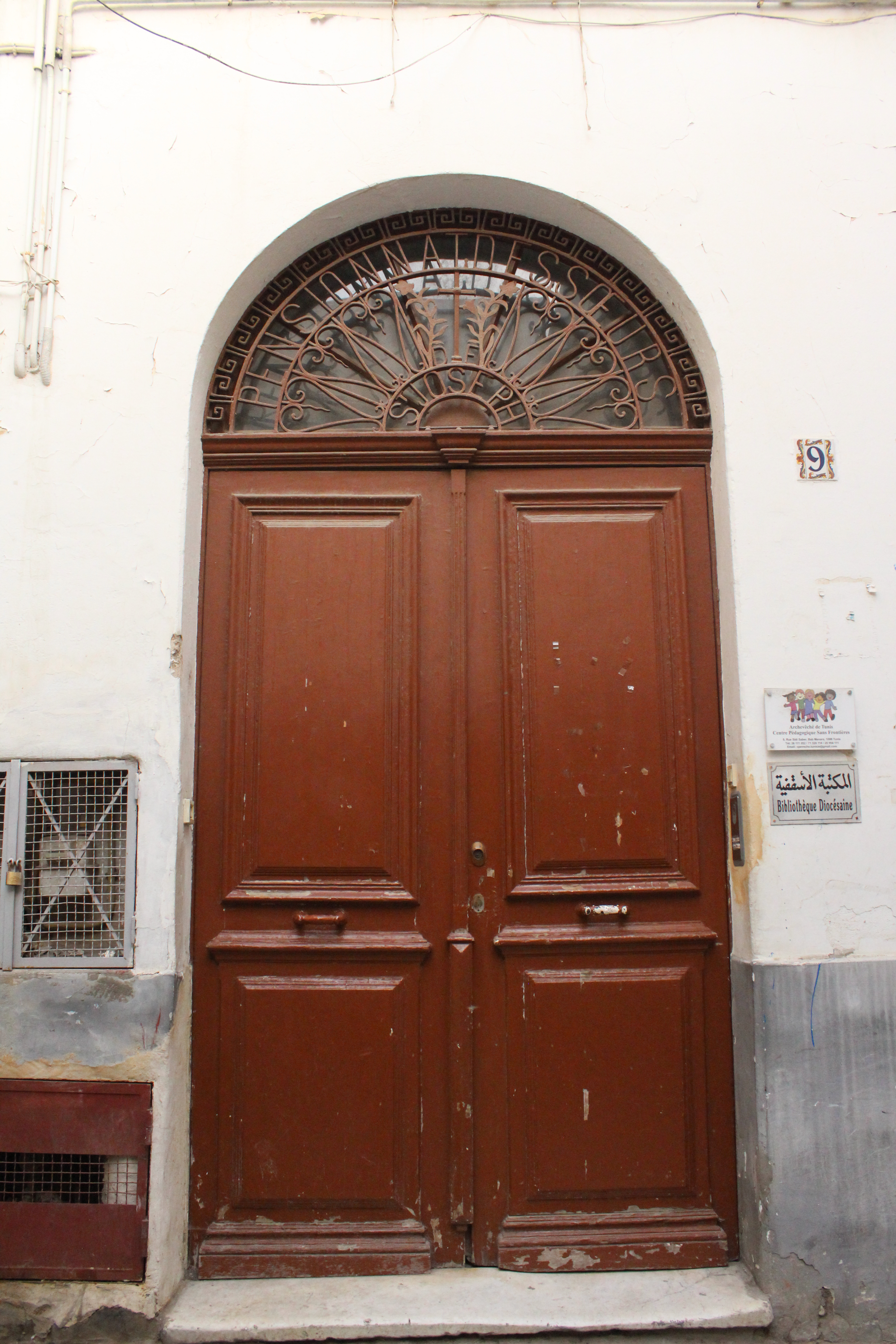
Porte d'entrée de la bibliothèque diocésaine de Tunis au-dessus de laquelle est écrit Pensionnat des Sœurs de Saint-Joseph

L’hôpital Saint-Louis de Tunis est un ancien hôpital français installé par les Sœurs de Saint-Joseph-de-l'Apparition au cœur de la médina de Tunis, en Tunisie. Il est devenu de nos jours, après avoir été l'école privée catholique Saint-Joseph, la bibliothèque diocésaine de Tunis. 

## Localisation
Il se trouvait sur la rue Sidi Saber, au centre de la médina.

## Étymologie
Il portait son nom en mémoire de Louis IX[réf. à confirmer], mort de la peste le 25 août 1270 à Tunis et communément appelé saint Louis.

## Histoire
À l'origine un petit hôpital de huit lits, il est ouvert en octobre 1840 dans un bâtiment loué par Émilie de Vialar et dans lequel elle organise aussi une école et un dispensaire. En 1843, l’abbé François Bourgade (en), aumônier de la chapelle Saint-Louis de Carthage, crée l'hôpital destiné à la communauté française, alors que l’infirmerie Sainte-Marguerite, située sur la rue des Teinturiers (arabe : نهج الصباغين), est destinée aux Italiens et aux Maltais.
En 1880, sous l’impulsion du cardinal Charles Lavigerie, il est transféré à la rue Sidi Ali Azzouz, dans une caserne désaffectée et plus spacieuse.